# Ciarán Martyn
Ciarán Martyn (Sligo, 25 marzo 1980) è un ex calciatore irlandese, di ruolo centrocampista.

## Carriera

### Club
Martyn ha giocato per lo University College Dublin, prima di passare al Derry City. Avendo però firmato un pre-contratto con lo Shelbourne, Martyn ha dovuto pagare 8.000 sterline per liberarsi da questo accordo e legarsi al Derry. Ad agosto 2006 ha segnato una doppietta nel successo per 5-1 sul Gretna, in un incontro valido per la Coppa UEFA 2006-2007. A novembre ha giocato la 200ª partita per il club, diventando il 16º calciatore della storia del Derry City a raggiungere questo traguardo. Nello stesso anno, è diventato vice-capocannoniere della squadra con 15 reti, 8 delle quali in campionato e 7 nelle coppe.
A marzo 2007 è passato in prestito ai norvegesi del Fredrikstad. Il 14 aprile ha debuttato nell'Eliteserien, sostituendo Ismaël Béko Fofana nella vittoria per 3-1 sul Lyn Oslo – ha fornito anche l'assist per il gol di Brian West.
È rientrato poi in patria ed ha giocato al Derry City finché, a causa delle difficili condizioni economiche del club, non si è trasferito al Glentoran. Ha segnato al debutto con la nuova maglia, nel 4-3 inflitto al Coleraine.
Il 28 luglio 2017 è passato ufficialmente al Ballinamallard United.

## Palmarès

### Club

#### Competizioni nazionali
- FAI Cup: 1

Derry City: 2006
- League of Ireland Cup: 4

Derry City: 2005, 2006, 2007, 2008